# Skenea basistriata
Skenea basistriata är en snäckart som först beskrevs av John Gwyn Jeffreys 1877.  Skenea basistriata ingår i släktet Skenea, och familjen Skeneidae. Det är osäkert om arten förekommer i Sverige.